# Mojanda
El Mojanda és un estratovolcà inactiu que es troba a la Serralada Oriental, al nord de l'Equador, al sud-oest de la històrica ciutat d'Otavalo. El cim s'eleva fins als 4.263 msnm i té una prominència de 1.051 metres. Una caldera cimera, produïda per una erupció pliniana que va marcar el final de l'activitat del Mojanda fa 200.000 anys, està ocupada per tres llacs de cràter: Karikucha (el més gran), Yanakucha i Warmikucha.
Mojanda és un complex de dos volcans que van estar actius simultàniament i que estan separats per tan sols 3 km de distància. L'altre volcà, que va tenir almenys dues erupcions plinianes, es coneix com Fuya Fuya, i va patir un esfondrament parcial fa uns 165.000 anys, creant una gran caldera en forma de ferradura cap a l'oest. Un nou con volcànic i altres doms de lava es formaren a l'interior de la caldera, probablement durant el Plistocè final.